# Punta del Tuf
La Punta del Tuf (pron. fr. AFI: [tyf]; in francese, Pointe du Tuf AFI: [pwɛ̃t dy tyf] - 3.395 m s.l.m.) è una montagna del Massiccio del Gran Paradiso nelle Alpi Graie.

## Caratteristiche

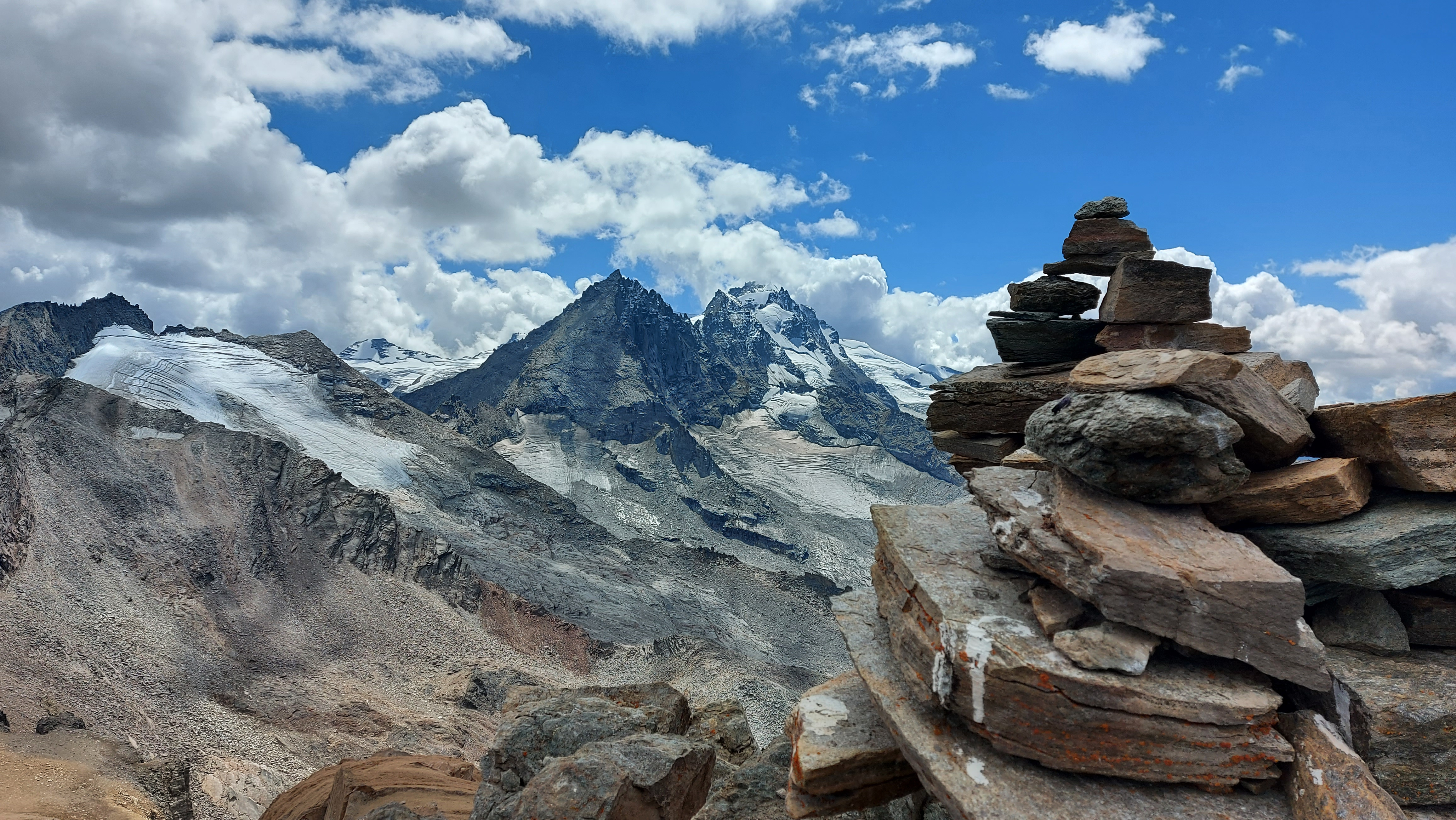
La punta del Tuf e la vista sul Gran Paradiso.

Si trova in Valle d'Aosta lungo la dorsale che dal Gran Paradiso sale a nord verso la Grivola tra la Valsavarenche e la Valnontey (Val di Cogne).

## Salita alla vetta
È possibile salire sulla vetta partendo dal Rifugio Vittorio Sella e passando dal col du Loson. In alternativa dalla Valsavarenche si può partire dalla località Eaux-Rousses (oppure Tignet) e passando sempre dal col du Loson. Fino al colle le due salite sono tipo escursionistico mentre dal colle alla vetta sono di facile alpinismo.